# 金寨駅
金寨駅（きんさいえき）は、中華人民共和国安徽省六安市金寨県にある中国鉄道上海局集団公司の管轄下にある鉄道駅である。

## 歴史
- 2009年4月1日 - 開業[2]。

## 参考資料
1. ↑  “挺进大别山 养心金寨游”首趟旅游专列月底将开进金寨 アーカイブ 2016年4月20日 - ウェイバックマシン